# Grand Prix ISU juniores nella Repubblica Ceca
Il Grand Prix ISU juniores nella Repubblica Ceca è una competizione internazionale di pattinaggio di figura. Si tiene in autunno e fa parte del circuito Grand Prix ISU juniores di pattinaggio di figura. Le medaglie sono assegnate nelle discipline del singolo maschile, singolo femminile, coppie e danza su ghiaccio.

## Vincitori

### Singolo maschile
| Anno        | Luogo   | Oro               | Argento              | Bronzo              |
| 1999        | Ostrava | Fedor Andreev     | Lukáš Rakowski       | Valery Medvedev     |
| 2000        | Ostrava | Parker Pennington | Sergej Dobrin        | Nicholas Young      |
| 2001        | Ostrava | Andrej Grjazev    | Kevin van der Perren | Damien Djordjevic   |
| 2003        | Ostrava | Tomáš Verner      | Sergej Dobrin        | Aleksandr Uspenskij |
| 2005 Finale | Ostrava | Takahiko Kozuka   | Austin Kanallakan    | Geoffry Varner      |
| 2006        | Liberec | Tommy Steenberg   | Tatsuki Machida      | Pavel Kaška         |
| 2008        | Ostrava | Alexander Johnson | Ivan Bariev          | Akio Sasaki         |
| 2010        | Ostrava | Yan Han           | Artur Dmitriev Jr    | Alexander Majorov   |
| 2013        | Ostrava | Keiji Tanaka      | Aleksandr Petrov     | Moris Qvitelashvili |
| 2014        | Ostrava | Roman Sadovsky    | Aleksandr Samarin    | Sei Kawahara        |
| 2016        | Ostrava | Dmitrij Aliev     | Alexei Krasnozhon    | Roman Savosin       |
| 2018        | Ostrava | Andrej Mozalëv    | Camden Pulkinen      | Joseph Phan         |
| 2022        | Ostrava | Nozomu Yoshioka   | Nikolaj Memola       | Andreas Nordebäck   |
| 2024        | Ostrava | Minkyu Seo        | Patrick Blackwell    | Adam Hagara         |

### Singolo femminile
| Anno        | Luogo   | Oro                 | Argento           | Bronzo              |
| 1999        | Ostrava | Marianne Dubuc      | Elizabeth Kwon    | Utako Wakamatsu     |
| 2000        | Ostrava | Sarah Meier         | Tamara Dorofejev  | Ye Bin Mok          |
| 2001        | Ostrava | Miki Andō           | Tat'jana Basova   | Akiko Suzuki        |
| 2003        | Ostrava | Lucie Krausová      | Ol'ga Najdenova   | Akiko Kitamura      |
| 2005 Finale | Ostrava | Yuna Kim            | Aki Sawada        | Xu Binshu           |
| 2006        | Liberec | Megan Oster         | Svetlana Issakova | Jelena Glebova      |
| 2008        | Ostrava | Yukiko Fujisawa     | Angela Maxwell    | Stefania Berton     |
| 2010        | Ostrava | Vanessa Lam         | Risa Shoji        | Polina Šelepen      |
| 2013        | Ostrava | Aleksandra Proklova | Marija Sotskova   | Amber Glenn         |
| 2014        | Ostrava | Evgenija Medvedeva  | Wakaba Higuchi    | Karen Chen          |
| 2016        | Ostrava | Anastasija Gubanova | Rika Kihira       | Alisa Lozko         |
| 2018        | Ostrava | Alëna Kostornaja    | Kim Ye-lim        | Viktorija Vasil'eva |
| 2022        | Ostrava | Mao Shimada         | Kwon Min-sol      | Ikura Kushida       |
| 2024        | Ostrava | Karouko Wada        | Stefania Gladki   | Yujae Kim           |

### Coppie
| Anno        | Luogo   | Oro                                             | Argento                                     | Bronzo                                 |
| 1999        | Ostrava | Julija Šapiro / Aleksej Sokolov                 | Larisa Spielberg / Craig Joeright           | Megan Sierk / Dustin Sierk             |
| 2000        | Ostrava | Sima Ganaba / Amir Ganaba                       | Diana Rišková / Vladimir Futáš              | Alena Mal'ceva / Oleg Popov            |
| 2001        | Ostrava | Marija Muchortova / Pavel Lebedev               | Anastasija Kuz'mina / Stanislav Evdokimov   | Tat'jana Volosožar / Petro Charčenko   |
| 2003        | Ostrava | Marija Muchortova / Maksim Tran'kov             | Tat'jana Volosožar / Petro Charčenko        | Arina Ušakova / Aleksandr Popov        |
| 2005 Finale | Ostrava | Valerija Simakova / Anton Tokarev               | Julia Vlassov / Drew Meekins                | Mariel Miller / Rockne Brubaker        |
| 2006        | Liberec | Ksenija Krasil'nikova / Konstantin Bezmaternich | Kendra Moyle / Andy Seitz                   | Bridget Namiotka / John Coughlin       |
| 2008        | Ostrava | Ljubov' Iljušečkina / Nodari Majsuradze         | Sabina Imajkina / Andrej Novosëlov          | Ksenija Ozerova / Aleksandr Ėnbert     |
| 2010        | Ostrava | Yu Xiaoyu / Jin Yang                            | Ashley Cain / Joshua Reagan                 | Natasha Purich / Raymond Schultz       |
| 2013        | Ostrava | Lina Fëdorova / Maksim Miroškin                 | Arina Černjavskaja / Antonio Souza-Kordyeru | Kamilla Gajnetdinova / Ivan Bič        |
| 2014        | Ostrava | Julianne Séguin / Charlie Bilodeau              | Lina Fëdorova / Maksim Miroškin             | Kamilla Gajnetdinova / Sergej Alekseev |
| 2016        | Ostrava | Anna Dušková / Martin Bidař                     | Amina Atachanova / Il'ja Spiridonov         | Chelsea Liu / Brian Johnson            |
| 2018        | Ostrava | Ksenija Achant'eva / Valerij Kolesov            | Polina Kostjukovič / Dmitrij Jalin          | Sarah Feng / TJ Nyman                  |
| 2022        | Ostrava | Sophia Baram / Daniel Tioumentsev               | Cayla Smith / Andy Deng                     | Chloe Panetta / Kieran Thrasher        |
| 2022        | Ostrava | Xuangi Zhang / Wengiang Feng                    | Romane Telemaque / Lucas Coulon             | Giulia Quattrocchi / Simon Desmarais   |

### Danza su ghiaccio
| Anno        | Luogo   | Oro                                       | Argento                                 | Bronzo                               |
| 1999        | Ostrava | Krystyna Kobaladze / Oleh Vojko           | Julija Holovina / Denis Jehorov         | Lucie Kadlčáková / Hynek Bílek       |
| 2000        | Ostrava | Elena Chaljavina / Maksim Šabalin         | Viktorija Polzykina / Oleksandr Šakalov | Lucie Kadlčáková / Hynek Bílek       |
| 2001        | Ostrava | Julija Holovina / Oleh Vojko              | Oksana Domnina / Maksim Bolotin         | Amandine Borsi / Fabrice Blondel     |
| 2003        | Ostrava | Anna Zadorožnjuk / Serhij Verbillo        | Olga Orlova / Maksim Bolotin            | Petra Pachlová / Petr Knoth          |
| 2005 Finale | Ostrava | Tessa Virtue / Scott Moir                 | Meryl Davis / Charlie White             | Anna Cappellini / Luca Lanotte       |
| 2006        | Liberec | Julija Zlobina / Aleksej Sitnikov         | Camilla Spelta / Marco Garavaglia       | Kaitlyn Weaver / Andrew Poje         |
| 2008        | Ostrava | Piper Gilles / Zachary Donohue            | Marina Antipova / Artëm Kudašev         | Karen Routhier / Eric Saucke-Lacelle |
| 2010        | Ostrava | Ekaterina Puškaš / Jonathan Guerreiro     | Tiffany Zahorski / Alexis Miart         | Anastasija Haleta / Oleksij Šums'kyj |
| 2013        | Ostrava | Betina Popova / Jurij Vlasenko            | Rachel Parsons / Michael Parsons        | Madeline Edwards / Zhao Kai Pang     |
| 2014        | Ostrava | Mackenzie Bent / Garrett MacKeen          | Betina Popova / Jurij Vlasenko          | Lorraine McNamara / Quinn Carpenter  |
| 2016        | Ostrava | Lorraine McNamara / Quinn Carpenter       | Nicole Kuzmichová / Alexandr Sinicyn    | Arina Ušakova / Maksim Nekrasov      |
| 2018        | Ostrava | Elizaveta Chudajberdieva / Nikita Nazarov | Maria Kazakova / Georgy Reviya          | Diana Davis / Gleb Smolkin           |
| 2022        | Ostrava | Kateřina Mrázková / Daniel Mrázek         | Phebe Bekker / James Hernandez          | Nao Kida / Masaya Morita             |
| 2022        | Ostrava | Celina Fradji / Jean-Hans Fourneaux       | Katarina Wolfkostin / Dimitry Tsarevski | Laila Veillon / Alexander Brandys    |